# Kolumna toskańska w Siedlcach
Kolumna toskańska – zabytkowa kolumna w stylu barokowym w Siedlcach, wzniesiona w 1783 roku. Znajduje się między ul. Mieczysława Asłanowicza (dawniej ul. Prospektowa), ul. Jana Niedziałki, ul. Wojskową i ul. Sokołowską. Prowadzi do kompleksu parkowo-pałacowego.

## Historia
Fundatorką kolumny była Aleksandra Ogińska. Powstała wiosną 1783 r. w związku z planowanym przyjazdem króla Stanisława Augusta Poniatowskiego do Siedlec w lipcu tego samego roku. Zwieńczona krzyżem barokowym kolumna miała wskazywać orszakowi króla drogę do pałacu Ogińskich.